# Font de Pedares

La Font de Pedares, respecte del terme d'Abella de la Conca

La Font de Pedares és una font del terme municipal d'Abella de la Conca, a la comarca del Pallars Jussà.
Està situada a l'extrem nord-oest del terme municipal, prop de la Collada Pelosa. És a 847 msnm, a ponent de Cal Borrell i al sud-est de la Collada Pelosa, a l'extrem oriental de les Costes, a la dreta d'un barranc afluent per la dreta del barranc de la Viella.